# Нура (Талгарский район)
Нура (каз. Нұра, до 1998 г. — Октябрь) — село в Талгарском районе Алматинской области Казахстана. Административный центр Нуринского сельского округа. Код КАТО — 196257100.

## Население
В 1999 году население села составляло 3864 человека (1940 мужчин и 1924 женщины). По данным переписи 2009 года, в селе проживало 4327 человек (2122 мужчины и 2205 женщин).